# When the Tigers Broke Free
"When the Tigers Broke Free" (også kaldt "When the Tygers Broke Free") er en Pink Floyd sang skrevet af Roger Waters, som beskriver hans fars, Eric Fletcher Waters', død under 2. verdenskrigs Operation Shingle. Sangen blev skrevet samtidigt med The Wall, derfor er ophavsretsdatoen sat i 1979, men blev ikke udgivet før filmudgaven af Pink Floyds album The Wall og blev først udgivet som en enkelt spor på en 7" single d. 26. juli 1982.
| Musik | Spire Denne musikartikel er en spire som bør udbygges. Du er velkommen til at hjælpe Wikipedia ved at udvide den. |